# Primera Regional valenciana
La Primera Regional Preferent valenciana és un torneig organitzat per la Federació de Futbol de la Comunitat Valenciana (FFCV). És la sisena categoria, per sota de la Primera, la Segona A, la Segona B, la Tercera i la Regional Preferent, i està per sobre de la Segona Regional.
La Primera Regional, igual que les altres categories, és un torneig que se celebra cada any. Està formada per set grups de 16 equips cadascun.